# Serge Gellé
Serge Gellé, né en 1964, est un militaire et personnalité politique malgache. Il est le secrétaire d'État à la gendarmerie nationale.

## Biographie

### Carrière militaire et politique
Il s'engage d'abord comme stagiaire à la gendarmerie nationale, gravit tous les échelons et devient général de division, puis intègre le gouvernement. Pour sa bannière d'officier général, il choisit la devise Lehilahy izay mahafaka ny tampoka qui peut être traduite par « Un homme est celui qui surpasse les effets de surprise ». En 2021, il est nommé secrétaire d'État à la gendarmerie nationale (SEG), en remplacement de Richard Ravalomanana, avec une passation des pouvoirs effectuée le 16 août.

### Accident d'hélicoptère
Le soir du 20 décembre 2021, Gellé embarque à bord d'un hélicoptère Alouette II qui transporte également trois collègues militaires : le colonel Hery Rakotomiliarison, aux commandes de l'appareil ; le colonel Olivier Andrianambinina, directeur de la sécurité à la Primature ; l'adjudant-chef Laitsara Jimmy Andrianarison, mécanicien de l'Armée de l'air. Vers 19 h 30, l'hélicoptère subit un accident et tout l'équipage se retrouve en plein océan Indien. Gellé s'agrippe au coussin en mousse enrobé de cuir du siège du pilote et nage en direction de la côte pendant 12 heures. Il est finalement sauvé par quatre pêcheurs au large de Mahambo. Leur embarcation accoste ainsi, un peu avant 8 h, sur la plage en face de l'hôtel La Pirogue où Gellé est rapidement pris en charge par le responsable et le personnel de cet établissement.
Une vidéo est tournée par ce responsable dans laquelle le secrétaire d'État rassure ses proches et collaborateurs sur sa condition : « Je suis le général Serge Gellé, secrétaire d’État à la gendarmerie, nous avons eu un accident d’hélicoptère hier, je ne sais pas si mes trois collègues sont vivants. Néanmoins, je suis vivant, je suis bien arrivé à Mahambo. » ; ce message est largement diffusé à sa demande. Gellé a déjà pu précédemment acquérir une réputation de « grand sportif » avec une bonne condition physique, ce à quoi il doit probablement sa survie. Il est le premier respacé de cet accident, le second étant Laitsara Jimmy Andrianarison.